# Punta de sageta

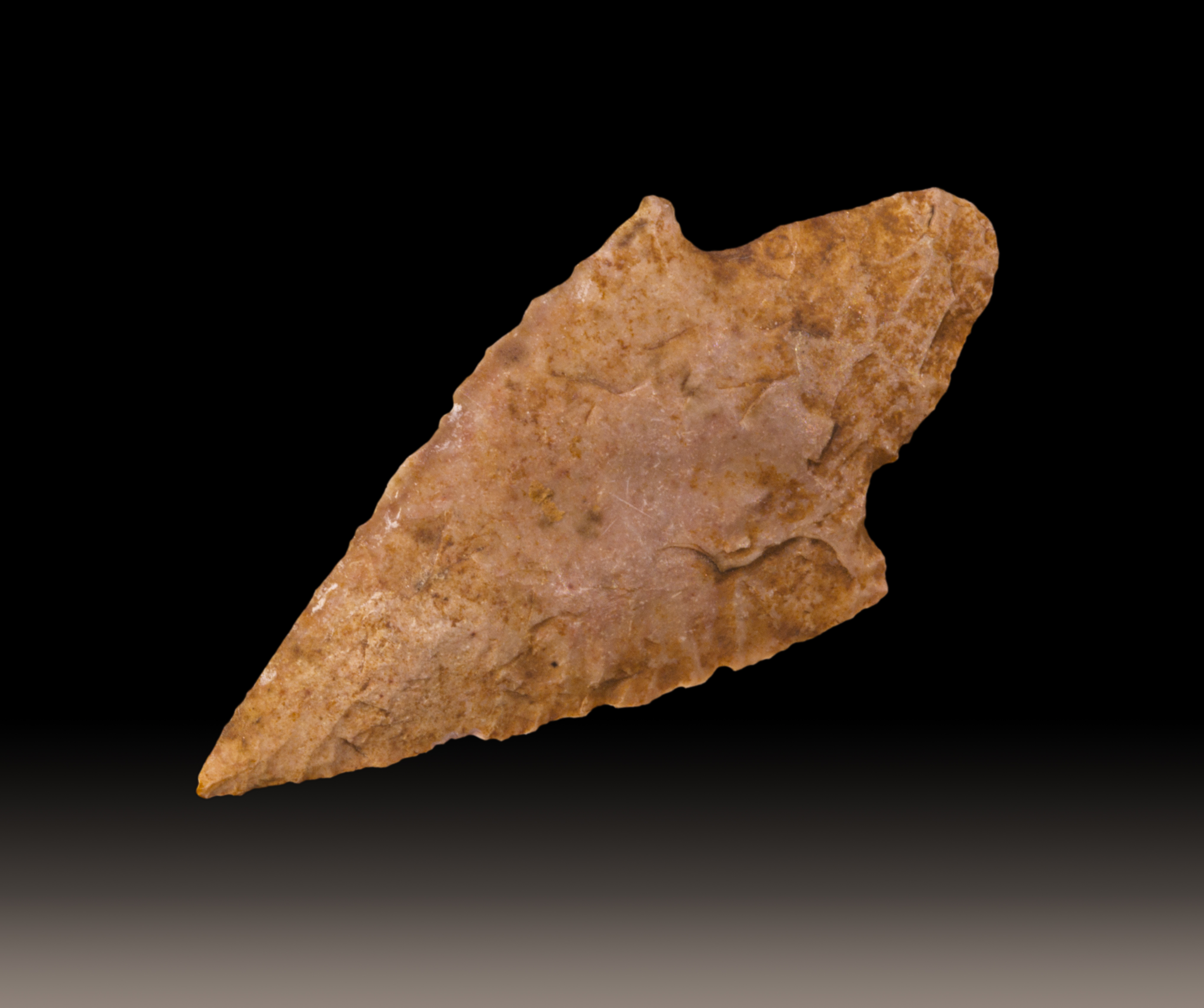
Punta de fletxa de chert, Neolític tardà (Rhodézien) (3300 - 2400 aC.), França.

Una punta de sageta és una punta, en general esmolada, sumada a una sageta perquè el seu ús sigui més mortífer o per complir algun propòsit especial. Històricament, les puntes de fletxa eren de pedra i de materials orgànics; conforme la civilització humana avançava es van fer servir d'altres materials. Les puntes de sageta són importants peces arqueològiques i una subclasse de punta lítica.

## Història

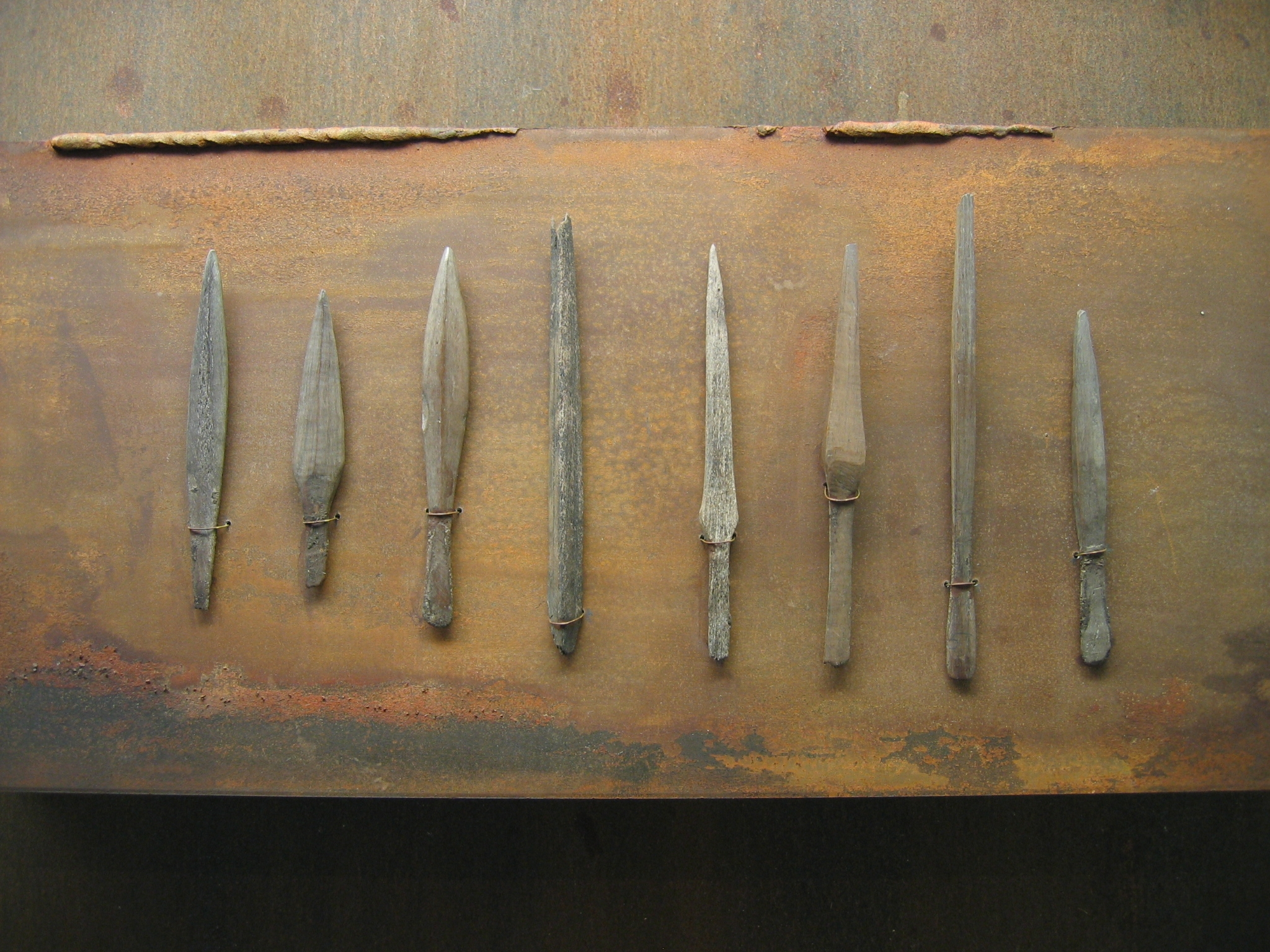
Puntes de fletxa fetes d'os i banya trobades a Nydam Mose (segle III - V).

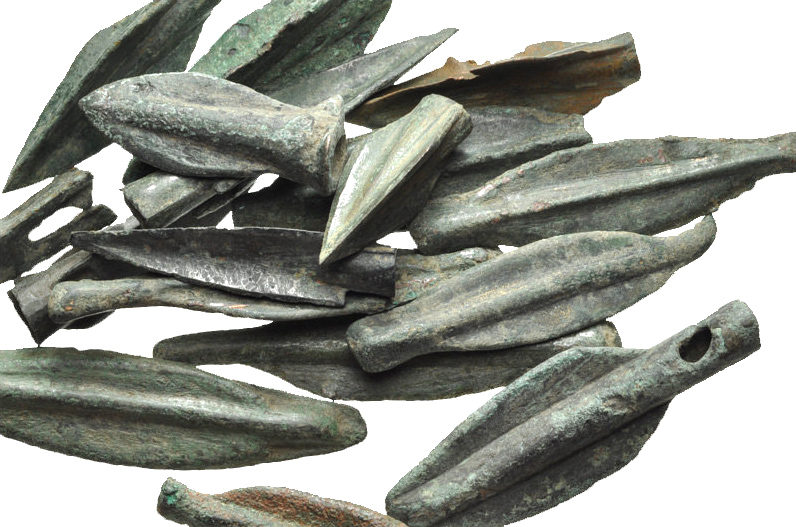
Puntes de sageta de bronze en forma de fulla, trèvol i triangulars de l'antiga Grècia.

A l'edat de pedra, la gent feia servir ossos esmolats, pedres tallades (ascles, làmines i laminetes) com a armes i eines. Aquests útils es van mantenir en ús al llarg de la prehistòria i la història, juntament amb els nous materials utilitzats amb el pas del temps. Com a artefactes arqueològics tals objectes són classificats com a puntes lítiques, sense especificar si eren per ser projectades per un arc o per altres mitjans de llançament.
Tals artefactes es poden trobar arreu del món. Les que han sobreviscut estan fetes, generalment, de pedra, sobretot de sílex, obsidiana o chaillé, però en algunes excavacions es poden trobar puntes de fletxa d'os, fusta i metall.
L'agost de 2010 es va publicar un informe sobre les puntes lítiques de pedra, que daten de fa 64.000 anys, excavades de les capes de sediments antics a Sibudu Cave, Sud-àfrica, per un equip de científics de la Universitat de Witwatersrand. Els exàmens dirigits per un equip de la Universitat de Johannesburg van trobar rastres de residus de sang i ossos, i adhesiu fet d'una resina a base de plantes usat per a subjectar la punta a una vareta de fusta. Això va indicar «el comportament exigent cognitiu» necessari per fabricar cola.
«La caça amb arc i fletxa requereix múltiples etapes complexes de planificació, recollida de material, eina de preparació i implica una sèrie d'innovadores habilitats socials i comunicatives».

## Disseny
La punta de sageta s'uneix a l'eix (tija) de la fletxa per ser disparada amb un arc. El mateix tipus de puntes lítiques poden estar unides a les llances i ser llançades per mitjà d'un àtlatl (llançadards).
La punta de sageta o punta lítica és la part funcional primària de la sageta, i juga el paper més important en la determinació del seu propòsit. Algunes sagetes simplement utilitzen una punta esmolada de la mateixa tija, però és molt més comú separar les puntes de fletxa fetes, en general, de metall, banya, o algun altre material dur.
Les puntes poden estar unides al mànec amb una tapa, un espiga a sòcols, o inserir-se en una ranura de l'eix i mantenir-s'hi fixa a pressió.